# Time Is on My Side
«Time Is on My Side» —en español: «El tiempo está de mi lado»— es una canción escrita por Jerry Ragovoy (bajo el pseudónimo de Norman Meade) y grabada por primera vez por el trombonista de jazz Kai Winding y su orquesta. Producida por Creed Taylor, la grabación fue lanzada por el sello Verve Records en octubre de 1963. 
En abril de 1964 la cantante estadounidense de soul, Irma Thomas grabó una versión de R&B de la canción, producida por Eddie Ray, como lado B para el sencillo "Anyone Who Knows What Love Is (Will Understand)". En 1996 la canción proporcionó la inspiración para el título de su álbum de grandes éxitos Time Is on My Side.
El grupo británico The Rolling Stones realizó una versión, también en 1964, la cual se convertiría en uno de los primeros grandes éxitos de la banda.

## Versión de The Rolling Stones
Sin duda la versión más popular de esta canción es la del grupo británico The Rolling Stones. La banda realizó dos versiones diferentes para esta canción: la primera versión se publicó como sencillo y aparece en el álbum 12 x 5, grabada en Londres en junio de 1964, esta versión tiene la llamada "intro de órgano", además del aporte vocal de Brian Jones. La segunda versión tiene la llamada "intro de guitarra", fue grabada en Chicago el 8 de noviembre de 1964 y se publicó el 15 de enero de 1965 en el álbum The Rolling Stones No.2. Esta versión está disponible en todos los álbumes recopilatorios que la banda ha lanzado. Ambas versiones incorporan elementos de la grabación de Irma Thomas, incluyendo palabras habladas en el estribillo, un monólogo en el centro de la canción, y la distintiva guitarra principal.
Fue lanzada como sencillo el 26 de septiembre de 1964 y fue la primera canción de los Stones que llegó al top ten de las listas americanas, alcanzando el puesto #6 (el sencillo anterior «Tell Me» llegó al puesto # 24).
Una versión en directo de esta canción que aparece en el álbum Still Life, fue lanzada como sencillo el 13 de septiembre de 1982 llegó al lugar #62 del UK Singles Chart.

### En directo
Se interpretó en directo en las giras de los Stones desde el 2nd American Tour 1964 hasta el American Tour 1966 inclusive. Pasaron 15 años hasta ser de nuevo incluida en una gira, que serían las de 1981 y 1982, en las que se interpretó en todos los conciertos. Después, solo apareció en un concierto del Bridges to Babylon Tour de 1998, celebrado en Osaka, Japón y, posteriormente, en un concierto del Hackney Diamonds Tour de 2024, celebrado en New Orleans, EE. UU., donde Irma Thomas se unió al grupo para interpretar la canción.
También fue interpretada durante la primera intervención del grupo en The Ed Sullivan Show en 1964. Sullivan se sorprendió del aspecto de la banda y decidió no invitarlos más al programa, sin embargo, la banda de nuevo sería invitada en los años posteriores.

### Personal
Acreditados:
- Mick Jagger: voz, pandereta
- Keith Richards: guitarra, coros
- Brian Jones: guitarra, coros
- Bill Wyman: bajo, coros
- Charlie Watts: batería
- Ian Stewart: órgano

### Posicionamiento en las listas
| Listas (1964–1965)                    | Mejor posición |
| ------------------------------------- | -------------- |
| Alemania (Offizielle Deutsche Charts) | 28             |
| Bélgica (Flandes) (Ultratop 50)       | 5              |
| Canadá (RPM Top Singles)              | 3              |
| Estados Unidos (Billboard Hot 100)    | 6              |
| Nueva Zelanda (Lever Hit Parade)      | 2              |
| Países Bajos (Mega Single Top 100)    | 6              |

| Listas (1982)                  | Mejor posición |
| ------------------------------ | -------------- |
| Reino Unido (UK Singles Chart) | 62             |

## Otras versiones
Otros artistas que han interpretado esta canción son Irma Thomas, Michael Bolton, Cat Power, Hattie Littles, Wilson Pickett, Brian Poole and the Tremeloes, Blondie, The Pretty Things, Paul Revere & The Raiders, Kim Wilson, Tracy Nelson, Patti Smith, Andrés Calamaro (para su álbum "El Salmón"), Los Jocker's, Vanessa Carlton y The Moody Blues.
En 2004, Jimmy Norman, quien escribió la letra de «Time is on My Side» pero cuyo nombre finalmente se eliminó de los créditos grabó por primera vez como la última canción de su álbum Little Pieces.
En 2007, la cantante inglesa de soul Beverley Knight la grabó, junto a Ronnie Wood, para su quinto álbum de estudio, Music City Soul.